# Eletica stuhlmanni
Eletica stuhlmanni es una especie de coleóptero de la familia Meloidae.

## Distribución geográfica
Habita en Angola.